# Laserstrahlbiegen
Laserstrahlbiegen ist das Biegen eines Werkstückes mit Laserlicht. Wird eine dünne Blechplatte an einer abgegrenzten Stelle durch einen Laser erhitzt, so wird sie sich an dieser Stelle ausdehnen wollen, was durch die kalte Oberfläche, die nicht erhitzt wurde, verhindert wird. Es kommt zu mechanischen Spannungen, und die vorher ebene Platte verbiegt sich. Dabei treten plastische Verformungen auf. Auch nach der Abkühlung bleibt diese Platte deformiert.